# Costa Khaiseb
Costa Khaiseb (* 23. November 1980 in Windhoek, Südwestafrika) ist ein namibischer Fußballspieler.

## Karriere
Khaiseb war von Juli 2002 bis Juni 2003 bei Ramblers Windhoek aktiv, bevor er zum Civics FC wechselte. Im Februar 2006 wechselte er nach Südafrika und versuchte sein Glück bei den Black Leopards, dort kam er in 4 Einsätzen zu einem Tor. Nach einem halben Jahr in Südafrika kehrte er nach Namibia zurück und unterschrieb erneut einen Vertrag bei seinem ersten Profiverein den Ramblers Windhoek, die ihn dann für die Saison 2007/2008 an den südafrikanischen Zweitligisten FC AK Roodeport ausgeliehen haben. Nach seiner Rückkehr im Juni 2008 zu Ramblers Windhoek avancierte er zum Leistungsträger und versuchte im Frühjahr 2010 sein Glück beim angolanischen Erstligisten AS Aviacao. Nach einem halben Jahr in der angolanischen Hauptstadt Luanda, kehrte er im Sommer 2010 zurück nach Namibia und steht seit dem beim Erstligisten Civics FC unter Vertrag.

### International
Khaiseb spielte zwischen 2003 und 2008 für die Namibische Fußballnationalmannschaft. Am 11. September 2008 erschien Khaiseb nach einer Länderspielniederlage betrunken am Flughafen und beleidigte den damaligen Nationaltrainer Clifton Sandvliet, was für ihn dann das Ende seiner Nationalmannschaftslaufbahn bedeutete.